# Шайен (окръг, Небраска)
Вижте пояснителната страница за други значения на Шайен.
Окръг Шайен (на английски: Cheyenne County) е окръг в щата Небраска, Съединени американски щати. Площта му е 3098 km², а населението - 9830 души (2000). Административен център е град Сидни.